# Assassinat à Sarajevo
Pour plus de détails, voir Fiche technique et Distribution.
Assassinat à Sarajevo (Sarajevski atentat) est un film yougoslave réalisé par Veljko Bulajić, sorti en 1975.

## Synopsis
Le film se base sur l'attentat de Sarajevo à l'origine de la Première Guerre mondiale.

## Fiche technique
- Titre : Assassinat à Sarajevo
- Titre original : Sarajevski atentat
- Réalisation : Veljko Bulajić
- Scénario : Vladimír Bor, Stevan Bulajić et Paul Jarrico
- Musique : Juan Carlos Calderón et Luboš Fišer
- Photographie : Jan Čuřík
- Montage : Roger Dwyre
- Société de production : CFRZ, Studios Barrandov, Jadran film et Kinema Sarajevo
- Société de distribution : American International Pictures (États-Unis)
- Pays :  Yougoslavie,  Tchécoslovaquie,  Hongrie et  Allemagne de l'Ouest
- Genre : Drame et historique
- Durée : 119 minutes
- Date de sortie : 
  - Yougoslavie : 31 octobre 1975

## Distribution
- Christopher Plummer : l'archiduc François-Ferdinand d'Autriche
- Florinda Bolkan : Sophie Chotek
- Maximilian Schell : Đuro Šarac
- Irfan Mensur : Gavrilo Princip
- Radoš Bajić : Nedeljko Čabrinović
- Ivan Vyskočil : Mehmed Mehmedbašić
- Libuše Šafránková : Yelena
- Otomar Korbelář : l'empereur François-Joseph Ier
- Wilhelm Koch-Hooge : Franz Conrad von Hötzendorf
- Jirí Holý : Merizzi
- Nelly Gaierová : la comtesse Langus
- Jirí Kodet : Morsley
- Luba Skořepová : la mère d'Ilic

## Distinctions
Le film a reçu une mention spéciale au festival international du film de Saint-Sébastien 1976.